# Simion Cuciuc
Simion Cuciuc   (4 de juliol de 1941) és un piragüista romanès, ja retirat, que va competir durant la dècada de 1960.
El 1964 va prendre part en els Jocs Olímpics d'Estiu de Tòquio, on va guanyar la medalla de bronze en la prova del K-4 1.000 metres del programa de piragüisme. Formà equip amb Atanase Sciotnic, Mihai Ţurcaş i Aurel Vernescu.